# Alvydas Medalinskas
Alvydas Medalinskas (ur. 30 listopada 1963 w Wilnie) – litewski dziennikarz, ekonomista i polityk, poseł na Sejm.

## Życiorys
W 1981 ukończył szkołę średnią, a w 1985 studia ekonomiczne na Uniwersytecie Wileńskim. Na początku lat 90. kształcił się na University of London oraz w London School of Economics.
W drugiej połowie lat 80. pracował w instytucie ekonomiki rolnictwa. W latach 1988–1990 był zastępcą sekretarza wykonawczego niepodległościowego ruchu Sąjūdis. Od 1990 do 1992 pełnił funkcję asystenta wiceprzewodniczącego Rady Najwyższej Litewskiej SRR. Pracował następnie na Uniwersytecie Wileńskim oraz w ambasadzie Litwy w Wielkiej Brytanii. Zajmował się także dziennikarstwem jako komentator serwisu informacyjnego Panorama, dziennika „Lietuvos rytas” i Radia Wolna Europa.
Od 1990 do 1991 był członkiem Litewskiej Partii Socjaldemokratycznej. W 1996 jako kandydat niezależny uzyskał mandat posła na Sejm. W 1997 dołączył do Litewskiego Związku Liberałów, w którym objął funkcję wiceprzewodniczącego. W 2000 z ramienia tego ugrupowania z powodzeniem ubiegał się o poselską reelekcję. W 2002 przystąpił do Partii Liberalno-Demokratycznej, którą założył były premier Rolandas Paksas.
Złożył mandat poselski, gdy wybrany na prezydenta lider liberalnych demokratów powołał go na swojego doradcę ds. polityki zagranicznej. Funkcję tę pełnił od 2003 do 2004. Został później nauczycielem akademickim na Uniwersytecie Michała Römera, powrócił także do dziennikarstwa m.in. jako współpracownik dziennika „Lietuvos žinios”. W 2012 bez powodzenia kandydował do parlamentu z ramienia Litewskiej Partii Centrum. W 2013 został prowadzącym program publicystyczny w stacji Lietuvos ryto TV. W 2016 ponownie wystartował do parlamentu z ramienia koalicji zorganizowanej przez Naglisa Puteikisa.